# علامة الحماية العالمية

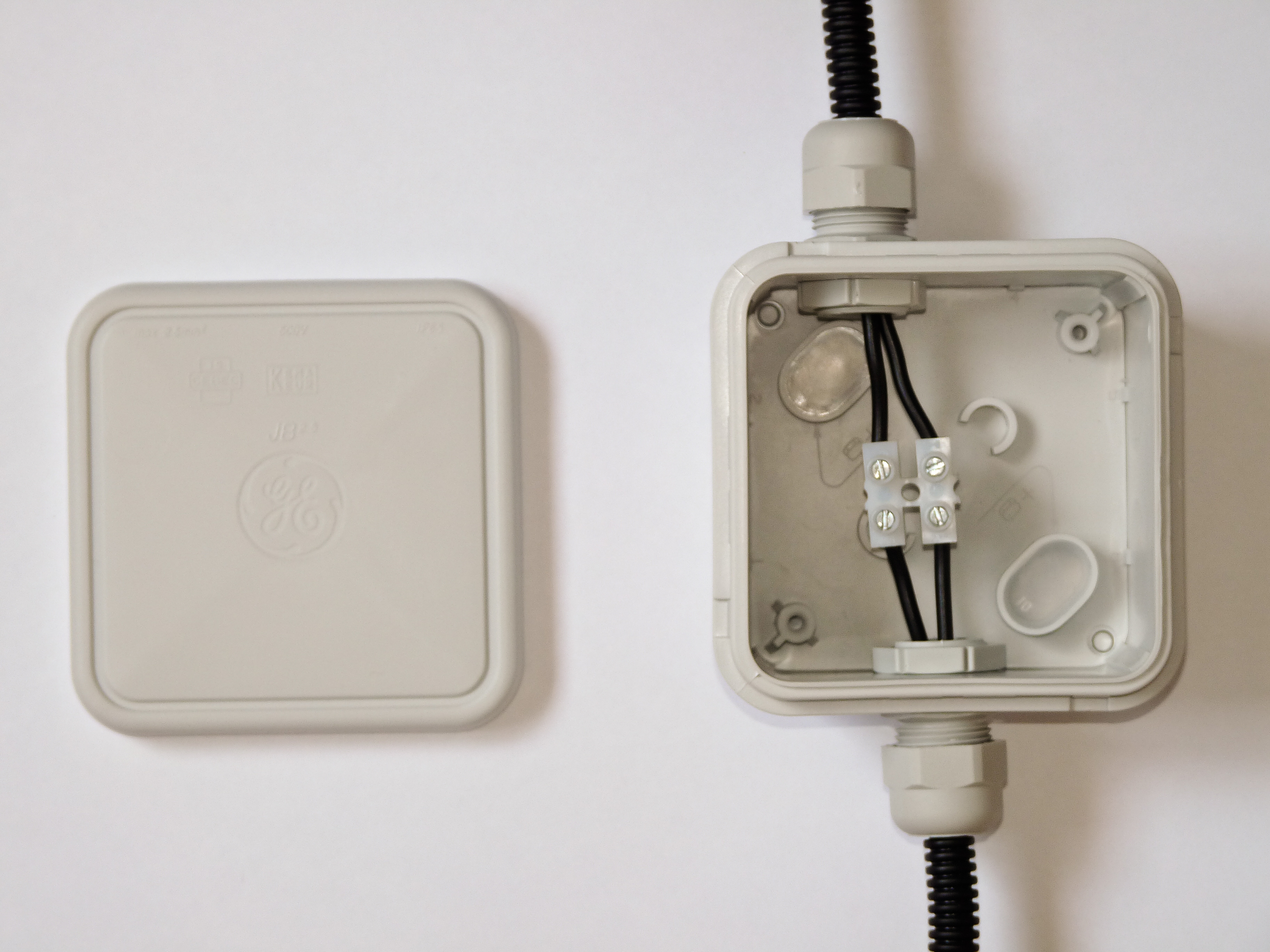
يُعبر كود الحماية عن مدى وقاية المعدَّات و الأجهزة من الأتربة والموائع.

عَلَامَةُ اَلْحِمَايَةِ اَلْعَالَمِيَّةُ (بالإنجليزية: ingress protection code، تُختصر IP code) هي معيار عالمي يستخدم في جميع الأجهزة الإلكترونية من أجل تقييم جودة وحساسية الجهاز ضد الغبار والماء وكذلك الحرارة، وهو يتكون من زوج من الأرقام مقسمة إلى رقمين وقد يضاف إليه حرف لاتيني في آخر الكود، حيث أنَّ لكل رقم دلالة. حول درجة مقاومة الجهاز للغبار (أو تداخل أي جسم صلب في الجهاز) أو الماء

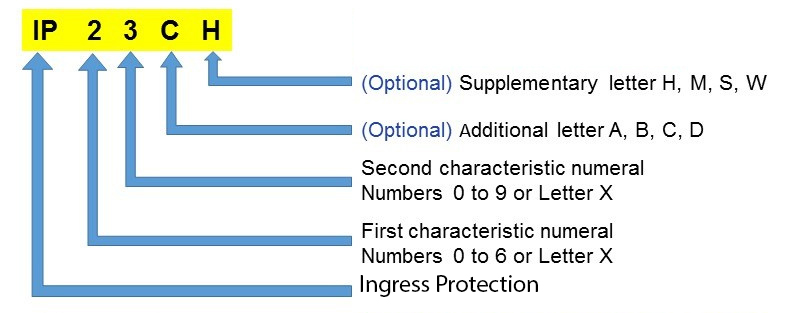
يتكون كود الحماية من أربعة أرقام.

## شرح الكود
على سبيل المثال في الكود [IP 67]، الرقم الأول (6) من هذا الكود يختص بدرجة تحمل الجهاز للغبار وكذلك معيار الأجسام الصلبة التي قد تتداخل في الجهاز. مثلا: كم درجة تحمل الهاتف عند سقوط جسم غريب عليه. هذا الجسم الذي يرمز إليه بالملمتر mm.
ويبدأ الكود الأول بمقاومة الأجسام الصلبة والغبار من الرقم 0 إلى الرقم 6، حيث ان الرقم 0 يعني أن الجهاز ليس لديه أي مقاومة (حماية) ضد الغبار. وعليه إذا تعرض الجهاز (أو الهاتف) للغبار سيتعطل لا محالة.
الرقم 1: يعني أن الجهاز قادر على تحمل أي جسم صلب بمعيار 50 ميليمتر.
الرقم 2: يعني أن الجهاز قادر على تحمل أي جسم صلب بمعيار 12.5 ميليمتر.
الرقم 3: يعني أن الجهاز قادر على تحمل أي جسم صلب بمعيار 2.5 ميليمتر.
الرقم 4: يعني أن الجهاز قادر على تحمل أي جسم صلب بمعيار 1 ميليمتر.
الرقم 5: يعني أن الجهاز مقاوم للغبار
الرقم 6: يعني أن الجهاز مقاوم تمامًا للغبار مهما كانت كثافته. (مثل البيئة الصحراوية مثلا)
أما بالنسبة للرقم الثاني من الكود فهو يشير إلى مدى مقاومة الجهاز للماء ويبدأ هذا الرقم الثاني من 0 إلى 9k.
مثال ip68 هذا النوع يكون مقاوم الأتربة بحيث لوأخذنا أول مقطع من الرقم 6 وكذلك يكون مقاوم للغمر بالمياة على اساس المقطع الثاني 7.
حيث إن الرقم 0 يعني أنَّ هذا الجهاز لا يتحمل الماء، أما الأرقام من 1 إلى 4 فتعني أن الجهاز قادر على تحمل بعض قطرات الماء أو الأمطار. يمكن الحصول على تفاصيل أكثر هنا. أما ابتداء من الرقم 5 إلى الرقم 9k فهي تشير إلى عدد الأمتار التي يمكن أن يغوصها الجهاز كذلك عدد الدقائق التي يمكن ان يمكث فيها الجهاز تحت الماء قبل نزعه. وكلما كان رقم الكود مرتفعًا كان الجهاز أكثر تحملاً. يمكن الحصول على تفاصيل أكثر من خلال هذا الرابط.
في بعض الأحيان تفسر علي أنها تمييز حماية دخول وتصنف وتعدل بدرجة الحماية ضد التدخل من أجزاء الجسم مثل (اليدين والاصابع)، والغبار، والاتصال الغير مقصود، والماء بواسطة أغلفة ميكانيكية وأقفال كهربائية. تنشره اللجنة الدولية الكهروتقنية (IEC). المعيار الأوروبي المعادي هو EN 60529. يهدف المعيار إلى تزويد المستخدمين بمعلومات أكثر تفصيلاً من مصطلحات التسويق الغامضة مثل مقاومة الماء. على سبيل المثال، الهاتف الخلوي المصنف IP 68 هو «مقاوم للغبار» ويمكن أن «يغوص في الماء العذبة لمدة تصل إلى 30 دقيقة وعلي عمق متر ونصف». وبالمثل، فإن المقبس الكهربائي المصنف [IP 22] محمي ضد إدخال الأصابع ولن يتضرر أو يصبح غير آمن أثناء اختبار محدد يتعرض في للمياة عمودياً أو شبه عمودياً. iP 22 أو IP 2X هي الحد الأدنى من المتطلبات النموذجية لتصميم المستلزمات الكهربائية للاستخدام الداخلي. الأرقام تشير إلى التوافق مع الشروط الملخصة في أسفل الجداول. يستخدم رقم 0 في حالة عدم توفير الحماية. يُستبدل الرقم بالحرف X عند تجميع بيانات غير كافية لتعيين مستوي الحماية. لا توجد واصلات في رمز IP حقيقي. على سبيل المثال IP X-8 هو رمز غير صالح. هذه الصفحة تحتوي علي مجموعة من IEC 60529 أيضاً EN 605229 وغيرهم من المعايير، مثل iso 20653. المستندات الاصلية متاحة للشراء، ولها متطلبات هامة ومحددة لا يمكن إعادة طبعها بالكامل بسبب قيود حقوق النشر. غالباً ما يشتمل هذا علي رسومات تحدد معدات الأختبار المطلوبة مثل شكل فوهات المياة المستخدمة لاختبار تدفق المياة. المعيار الإضافي غالباً ما يشير إلي إجراء الاختبارات للحصول علي شهادة.